# Discografia dei Måneskin
La discografia dei Måneskin, gruppo musicale pop rock italiano, è costituita da tre album in studio, uno dal vivo, un EP e oltre dieci singoli, pubblicati tra il 2017 e il 2023.

## Album

### Album in studio
| Anno                                                                          | Titolo | Classifiche | Classifiche | Classifiche | Classifiche | Classifiche | Classifiche | Classifiche | Classifiche | Classifiche | Classifiche | Classifiche | Classifiche | Certificazioni                                                                               |
| Anno                                                                          | Titolo | ITA         | AUT         | BEL (FL)    | FIN         | GER         | GRC         | IRE         | LTU         | NLD         | SWE         | SWI         | UK          | Certificazioni                                                                               |
| ----------------------------------------------------------------------------- | --- | ----------- | ----------- | ----------- | ----------- | ----------- | ----------- | ----------- | ----------- | ----------- | ----------- | ----------- | ----------- | -------------------------------------------------------------------------------------------- |
| 2018                                                                          | Il ballo della vita - Pubblicato: 26 ottobre 2018 - Etichetta: Sony Music, RCA - Formati: CD, CD+DVD, LP, download digitale, streaming | 1           | 11          | 7           | 5           | 37          | 39          | —           | 2           | 7           | 27          | 15          | —           | - ITA: Platino (5)                                                                           |
| 2021                                                                          | Teatro d'ira - Vol. I - Pubblicato: 19 marzo 2021 - Etichetta: Sony Music, RCA - Formati: CD, LP, download digitale, streaming         | 1           | 5           | 3           | 1           | 11          | 7           | 29          | 1           | 2           | 1           | 4           | 49          | - DNK: Oro - FRA: Oro - ITA: Platino (5) - NLD: Oro - NOR: Platino - POL: Oro - SWE: Platino |
| 2023                                                                          | Rush! - Pubblicato: 20 gennaio 2023 - Etichetta: Sony Music, RCA - Formati: CD, MC, LP, download digitale, streaming                   | 1           | 1           | 1           | 4           | 3           | 1           | 16          | 1           | 1           | 8           | 1           | 5           | - FRA: Platino (2) - ITA: Platino (2) - UK: Argento                                          |
| "—" indica una pubblicazione non classificata o non pubblicata in quel paese. | |             |             |             |             |             |             |             |             |             |             |             |             |                                                                                              |

### Album dal vivo
| Anno | Titolo |
| ---- | --- |
| 2024 | Live in Japan - Rush! World Tour - Pubblicato: 31 luglio 2024 - Etichetta: Sony Records Int'l - Formato: 2 CD |

## Extended play
| Anno | Titolo | Classifiche | Classifiche | Classifiche | Classifiche | Classifiche | Classifiche | Classifiche | Certificazioni                |
| Anno | Titolo | ITA         | AUT         | BEL (FL)    | FIN         | LTU         | SWE         | SWI         | Certificazioni                |
| ---- | --- | ----------- | ----------- | ----------- | ----------- | ----------- | ----------- | ----------- | ----------------------------- |
| 2017 | Chosen - Pubblicato: 8 dicembre 2017 - Etichetta: Sony Music, RCA - Formati: CD, 12", download digitale, streaming | 3           | 20          | 9           | 2           | 2           | 7           | 49          | - FRA: Oro - ITA: Platino (3) |

## Singoli

### Come artisti principali
| Anno                                                                          | Titolo                                      | Classifiche | Classifiche | Classifiche | Classifiche | Classifiche | Classifiche | Classifiche | Classifiche | Classifiche | Classifiche | Classifiche | Classifiche | Certificazioni | Album di provenienza                       |
| Anno                                                                          | Titolo                                      | ITA         | AUT         | BEL (FL)    | FIN         | GER         | GRC         | IRE         | LTU         | NLD         | SWE         | SWI         | UK          | Certificazioni | Album di provenienza                       |
| ----------------------------------------------------------------------------- | ------------------------------------------- | ----------- | ----------- | ----------- | ----------- | ----------- | ----------- | ----------- | ----------- | ----------- | ----------- | ----------- | ----------- | --- | ------------------------------------------ |
| 2017                                                                          | Chosen                                      | 2           | —           | —           | —           | —           | 32          | —           | 15          | —           | —           | —           | —           | - ITA: Platino (2) | Chosen                                     |
| 2018                                                                          | Morirò da re                                | 2           | —           | —           | —           | —           | 12          | —           | 6           | —           | —           | —           | —           | - ITA: Platino (3) | Il ballo della vita                        |
| 2018                                                                          | Torna a casa                                | 1           | —           | —           | 14          | —           | 11          | —           | 5           | —           | —           | —           | —           | - ITA: Platino (5) | Il ballo della vita                        |
| 2019                                                                          | Fear for Nobody                             | 26          | —           | —           | —           | —           | 61          | —           | 25          | —           | —           | —           | —           | - ITA: Oro | Il ballo della vita                        |
| 2019                                                                          | L'altra dimensione                          | 6           | —           | —           | —           | —           | 37          | —           | 20          | —           | —           | —           | —           | - ITA: Platino | Il ballo della vita                        |
| 2019                                                                          | Le parole lontane                           | 5           | —           | —           | —           | —           | 57          | —           | 30          | —           | —           | —           | —           | - ITA: Platino | Il ballo della vita                        |
| 2020                                                                          | Vent'anni                                   | 12          | —           | —           | —           | —           | 14          | —           | 9           | —           | —           | —           | —           | - ITA: Platino (2) | Teatro d'ira - Vol. I                      |
| 2021                                                                          | Zitti e buoni                               | 2           | 2           | 2           | 1           | 9           | 1           | 12          | 1           | 1           | 1           | 2           | 17          | - AUT: Platino - BEL: Platino - FIN: Platino - FRA: Oro - GER: Oro - GRC: Platino (3) - ITA: Platino (5) - SWE: Platino (2) - SWI: Platino - UK: Argento | Teatro d'ira - Vol. I                      |
| 2021                                                                          | I Wanna Be Your Slave (solo o con Iggy Pop) | 7           | 2           | 7           | 1           | 3           | 2           | 5           | 2           | 3           | 4           | 6           | 5           | - AUT: Platino (3) - BEL: Platino - FIN: Platino - FRA: Diamante - GER: Platino - GRC: Platino - ITA: Platino (4) - SWE: Platino (2) - UK: Platino       | Teatro d'ira - Vol. I                      |
| 2021                                                                          | Mammamia                                    | 6           | 35          | 41          | 12          | 60          | 18          | 38          | 2           | 48          | 30          | 33          | 53          | - ITA: Platino | Rush!                                      |
| 2022                                                                          | Supermodel                                  | 11          | 24          | 4           | 9           | 50          | 2           | 41          | 8           | 29          | 40          | 18          | 43          | - AUT: Platino - FRA: Platino - GRC: Oro - ITA: Platino (2) - SWE: Oro - SWI: Oro - UK: Argento                                                          | Rush!                                      |
| 2022                                                                          | If I Can Dream                              | —           | —           | —           | —           | —           | —           | —           | 95          | —           | —           | —           | —           | | Elvis (Original Motion Picture Soundtrack) |
| 2022                                                                          | The Loneliest                               | 1           | 24          | 12          | 40          | 82          | 7           | 88          | 2           | 30          | 48          | 13          | 40          | - AUT: Oro - FRA: Diamante - ITA: Platino (3) - SWI: Oro                                                                                                 | Rush!                                      |
| 2022                                                                          | La fine                                     | —           | —           | —           | —           | —           | —           | —           | —           | —           | —           | —           | —           | | Rush!                                      |
| 2023                                                                          | Gossip (feat. Tom Morello)                  | 24          | —           | —           | —           | —           | 46          | —           | 6           | 86          | —           | 61          | —           | - AUT: Oro - FRA: Oro - ITA: Platino | Rush!                                      |
| 2023                                                                          | Baby Said                                   | 99          | —           | 45          | —           | —           | 82          | —           | 18          | —           | —           | —           | —           | - FRA: Platino - ITA: Oro | Rush!                                      |
| 2023                                                                          | Honey (Are U Coming?)                       | 32          | —           | —           | —           | 80          | —           | —           | 20          | —           | —           | 43          | 75          | - FRA: Oro - ITA: Oro | Rush (Are U Coming?)                       |
| 2023                                                                          | Valentine                                   | —           | —           | —           | —           | —           | 15          | —           | 24          | —           | —           | —           | —           | - FRA: Oro | Rush (Are U Coming?)                       |
| "—" indica una pubblicazione non classificata o non pubblicata in quel paese. |                                             |             |             |             |             |             |             |             |             |             |             |             |             | |                                            |

### Come artisti ospiti
| Anno | Titolo                                               | Classifiche | Album di provenienza   |
| Anno | Titolo                                               | ITA         | Album di provenienza   |
| ---- | ---------------------------------------------------- | ----------- | ---------------------- |
| 2020 | Stato di natura (Francesca Michielin feat. Måneskin) | 99          | Feat (stato di natura) |

## Altri brani entrati in classifica
| Anno                                                                          | Titolo                        | Classifiche | Classifiche | Classifiche | Classifiche | Classifiche | Classifiche | Classifiche | Classifiche | Classifiche | Classifiche | Classifiche | Classifiche | Certificazioni | Album di provenienza  |
| Anno                                                                          | Titolo                        | ITA         | AUT         | BEL (FL)    | FIN         | GER         | GRC         | IRE         | LTU         | NLD         | SWE         | SWI         | UK          | Certificazioni | Album di provenienza  |
| ----------------------------------------------------------------------------- | ----------------------------- | ----------- | ----------- | ----------- | ----------- | ----------- | ----------- | ----------- | ----------- | ----------- | ----------- | ----------- | ----------- | --- | --------------------- |
| 2017                                                                          | Recovery                      | 89          | —           | —           | —           | —           | 91          | 42          | —           | —           | —           | —           | —           | - ITA: Oro | Chosen                |
| 2017                                                                          | Vengo dalla Luna              | 65          | —           | —           | —           | —           | 78          | —           | 35          | —           | —           | —           | —           | - ITA: Platino | Chosen                |
| 2017                                                                          | Beggin'                       | 15          | 1           | 4           | 3           | 1           | 1           | 3           | 1           | 1           | 5           | 1           | 6           | - AUT: Platino (2) - BEL: Platino - FIN: Oro - FRA: Diamante - GER: Oro (3) - GRC: Platino (2) - ITA: Platino (4) - SWE: Platino (2) - SWI: Oro - UK: Platino | Chosen                |
| 2017                                                                          | Let's Get It Started          | 84          | —           | —           | —           | 37          | 85          | —           | 37          | —           | —           | —           | —           | - ITA: Oro | Chosen                |
| 2017                                                                          | Somebody Told Me              | 58          | —           | —           | —           | —           | 45          | —           | 24          | —           | —           | —           | —           | - ITA: Oro | Chosen                |
| 2018                                                                          | New Song                      | 23          | —           | —           | —           | —           | —           | —           | 52          | —           | —           | —           | —           | | Il ballo della vita   |
| 2018                                                                          | Sh*t Blvd                     | 24          | —           | —           | —           | —           | —           | —           | 87          | —           | —           | —           | —           | | Il ballo della vita   |
| 2018                                                                          | Immortale (feat. Vegas Jones) | 18          | —           | —           | —           | —           | —           | —           | —           | —           | —           | —           | —           | | Il ballo della vita   |
| 2018                                                                          | Lasciami stare                | 36          | —           | —           | —           | —           | —           | —           | —           | —           | —           | —           | —           | | Il ballo della vita   |
| 2018                                                                          | Are You Ready?                | 41          | —           | —           | —           | —           | 84          | —           | 41          | —           | —           | —           | —           | - ITA: Oro | Il ballo della vita   |
| 2018                                                                          | Close to the Top              | 60          | —           | —           | —           | —           | —           | —           | —           | —           | —           | —           | —           | | Il ballo della vita   |
| 2018                                                                          | Niente da dire                | 50          | —           | —           | —           | —           | —           | —           | —           | —           | —           | —           | —           | | Il ballo della vita   |
| 2021                                                                          | Coraline                      | 13          | 65          | —           | 5           | —           | 5           | 96          | 3           | 63          | —           | 91          | —           | - ITA: Platino (2) | Teatro d'ira - Vol. I |
| 2021                                                                          | Lividi sui gomiti             | 68          | —           | —           | —           | —           | 38          | —           | 29          | —           | —           | —           | —           | | Teatro d'ira - Vol. I |
| 2021                                                                          | In nome del padre             | 72          | —           | —           | —           | —           | 77          | —           | 38          | —           | —           | —           | —           | | Teatro d'ira - Vol. I |
| 2021                                                                          | For Your Love                 | 92          | —           | —           | —           | —           | 21          | —           | 13          | —           | —           | —           | —           | | Teatro d'ira - Vol. I |
| 2021                                                                          | La paura del buio             | 83          | —           | —           | —           | —           | 29          | —           | 17          | —           | —           | —           | —           | - ITA: Oro | Teatro d'ira - Vol. I |
| 2023                                                                          | Own My Mind                   | —           | —           | —           | —           | —           | —           | —           | 82          | —           | —           | —           | —           | | Rush!                 |
| 2023                                                                          | Timezone                      | —           | —           | —           | —           | —           | —           | —           | 75          | —           | —           | —           | —           | | Rush!                 |
| 2023                                                                          | Gasoline                      | —           | —           | —           | —           | —           | —           | —           | 47          | —           | —           | —           | —           | | Rush!                 |
| 2023                                                                          | Feel                          | —           | —           | —           | —           | —           | —           | —           | 97          | —           | —           | —           | —           | | Rush!                 |
| "—" indica una pubblicazione non classificata o non pubblicata in quel paese. |                               |             |             |             |             |             |             |             |             |             |             |             |             | |                       |

## Videografia

### Video musicali
| Anno | Titolo                | Regista                          |
| ---- | --------------------- | -------------------------------- |
| 2017 | Recovery              | Chiara Iannotta                  |
| 2017 | Chosen                | Trilathera                       |
| 2018 | Morirò da re          | YouNuts!                         |
| 2018 | Torna a casa          | Giacomo Triglia                  |
| 2019 | Fear for Nobody       | Riccardo Paoletti, Corrado Serri |
| 2019 | L'altra dimensione    | YouNuts!                         |
| 2019 | Le parole lontane     | Giacomo Triglia                  |
| 2020 | Vent'anni             | Giulio Rosati                    |
| 2021 | Zitti e buoni         | Simone Peluso                    |
| 2021 | I Wanna Be Your Slave | Simone Bozzelli                  |
| 2021 | Mammamia              | Rei Nadal                        |
| 2022 | Supermodel            | Bedroom                          |
| 2022 | If I Can Dream        | Tony Woo Joun                    |
| 2022 | The Loneliest         | Tommaso Ottomano                 |
| 2023 | Gossip                | Tommaso Ottomano                 |
| 2023 | Timezone              | Paru Itagaki                     |
| 2023 | Honey (Are U Coming?) | Tommaso Ottomano                 |
| 2023 | Valentine             | George Gallardo Kattah           |
| 2023 | The Driver            | George Gallardo Kattah           |
| 2023 | Off My Face           | George Gallardo Kattah           |
| 2023 | Trastevere            | George Gallardo Kattah           |